# طاهرکند (لواشینسکی)
طاهرکند (به لاتین: Tagirkent) یک منطقهٔ مسکونی در روسیه است که در شهرستان لواشینسکی واقع شده‌است.